# فرنسيس جي. لوف
فرنسيس جي. لوف هو مدير مدرسة ومحامي وسياسي أمريكي، ولد في 23 يناير 1901 في كاديز في الولايات المتحدة، وتوفي في 1 أكتوبر 1989 في ويلينغ في الولايات المتحدة. نشط حزبياً في الحزب الجمهوري. وقد انتخب مندوب ‏ (1956 – ) وانتخب عضو مجلس النواب الأمريكي.